# Peter Baillet
Peter Baillet, född omkring 1671, död 1743, var en svensk borgmästare, riksdagsledamot och politiker.

## Biografi
Peter Baillet föddes omkring 1671. Han var son till perukmakaren Daniel Baillet och Maria Werdier i Stockholm. Baillet arbetade som perukmakare i Stockholm och sedan i Nyköping. Han blev 1721 rådman i Nyköping och var riksdagsman för borgarståndet vid riksdagen 1719 och riksdagen 1731. Baillet blev 1735 borgmästare i Nyköping och var riksdagsman för borgarstådent vid riksdagen 1738–1739. Han avled 1743.

### Familj
Baillet gifte sig första gången 1692 med Anna Katarina Westman och andra gången 1740 med Birgitta Willemot.